# Stadtbad Kleine Flurstraße

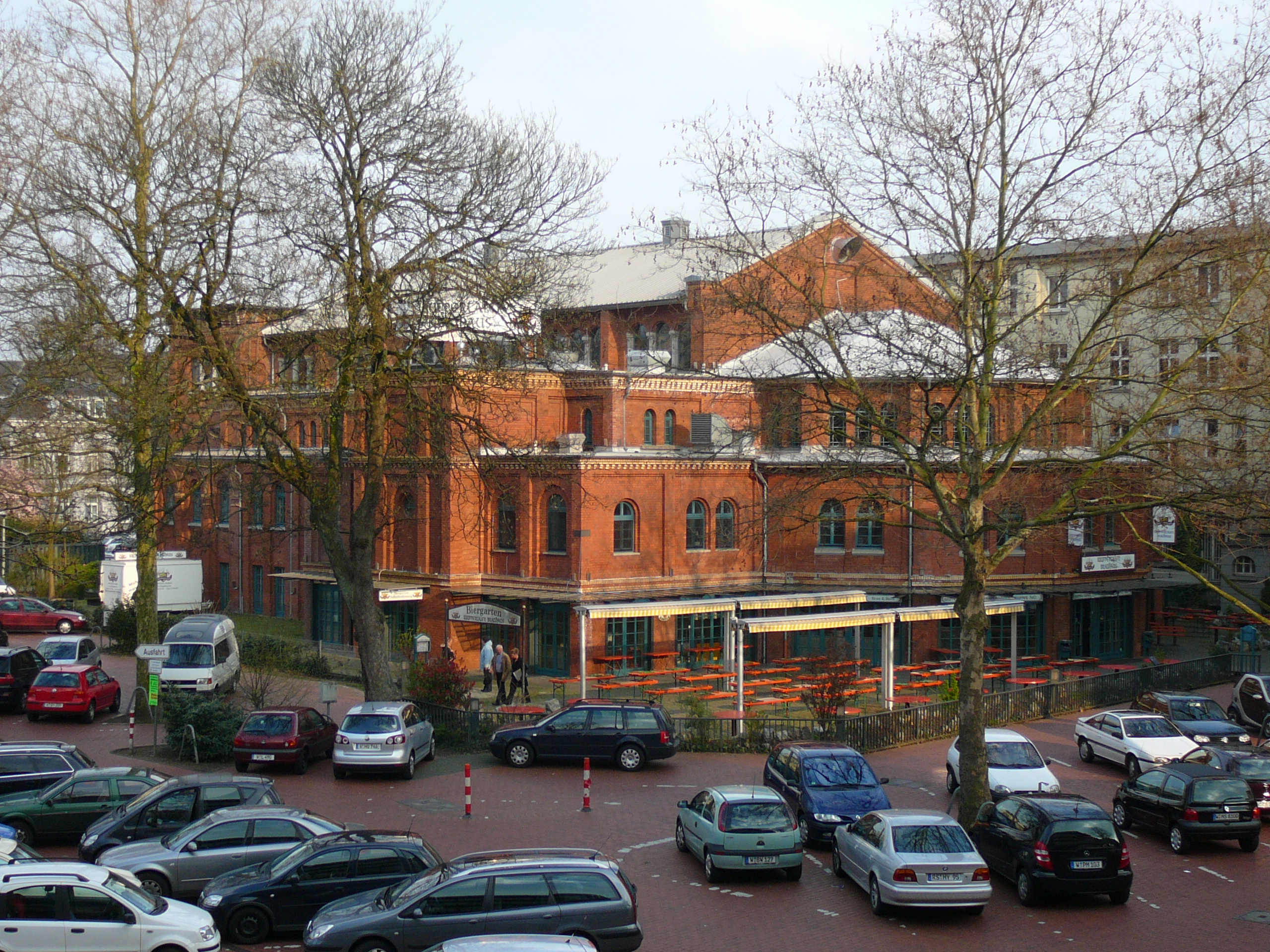
Stadtbad Kleine Flurstraße, Blick vom Barmer Rathaus

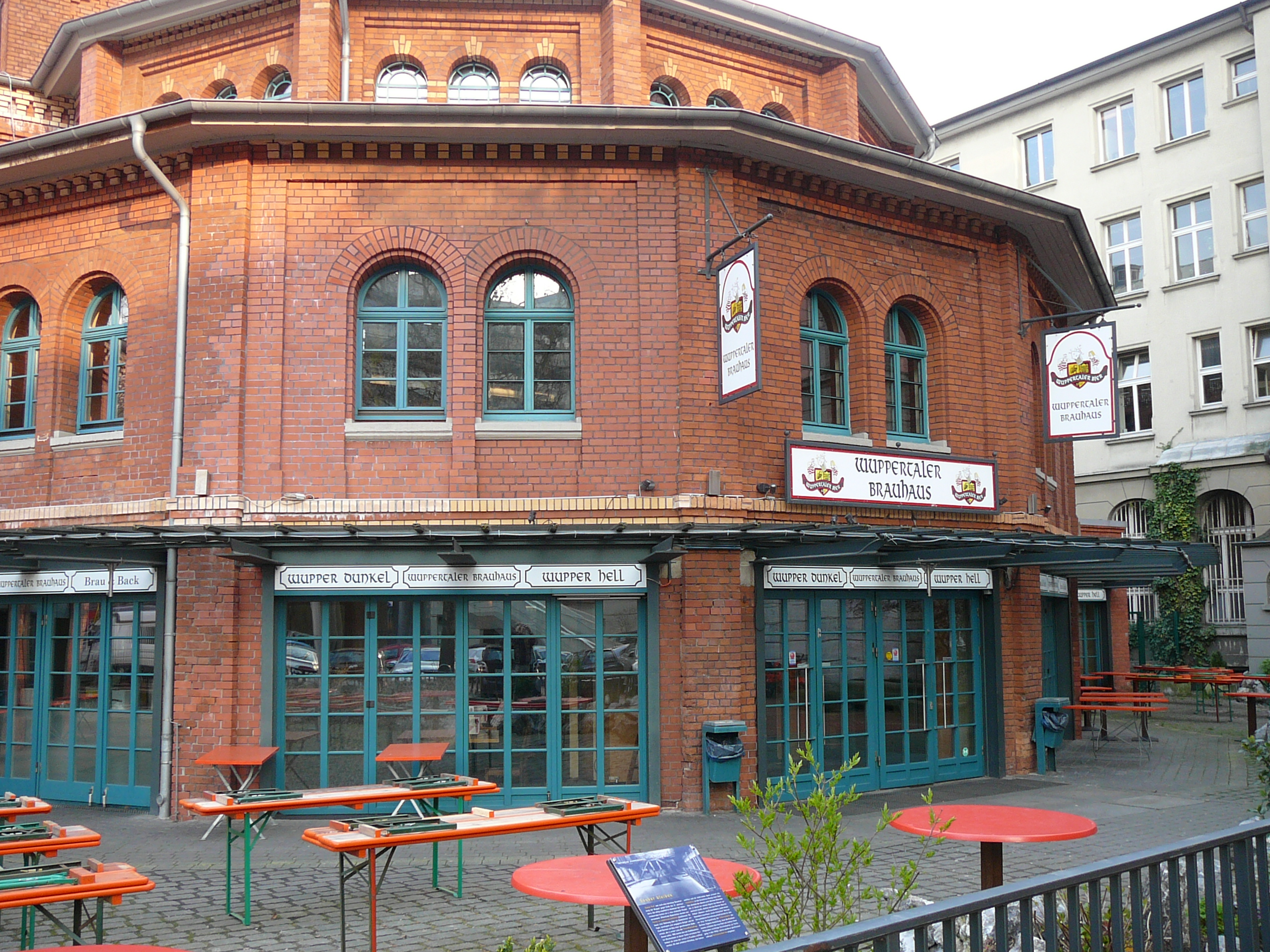
Heutiger Eingang im Westen

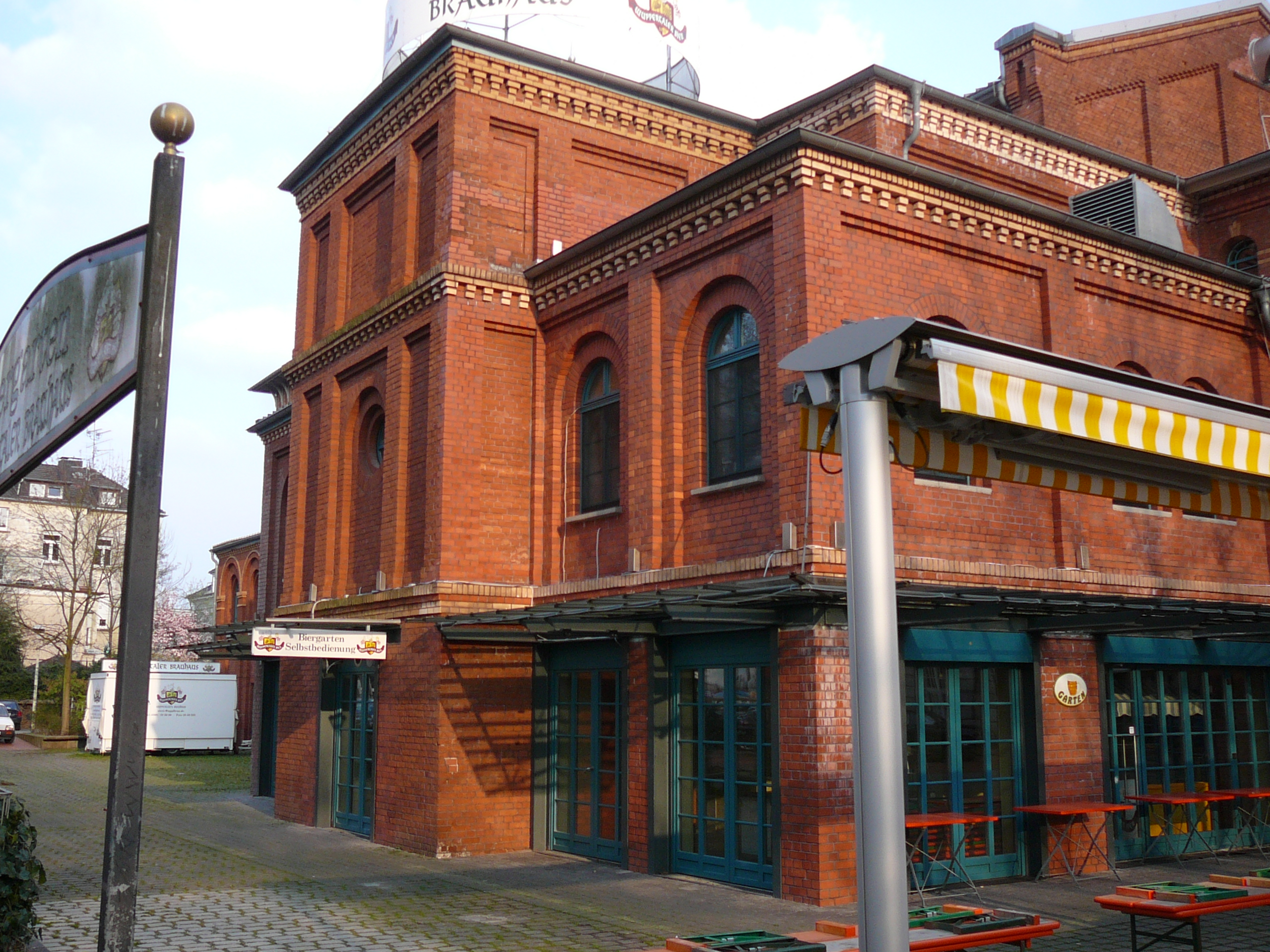
Nördliche Front

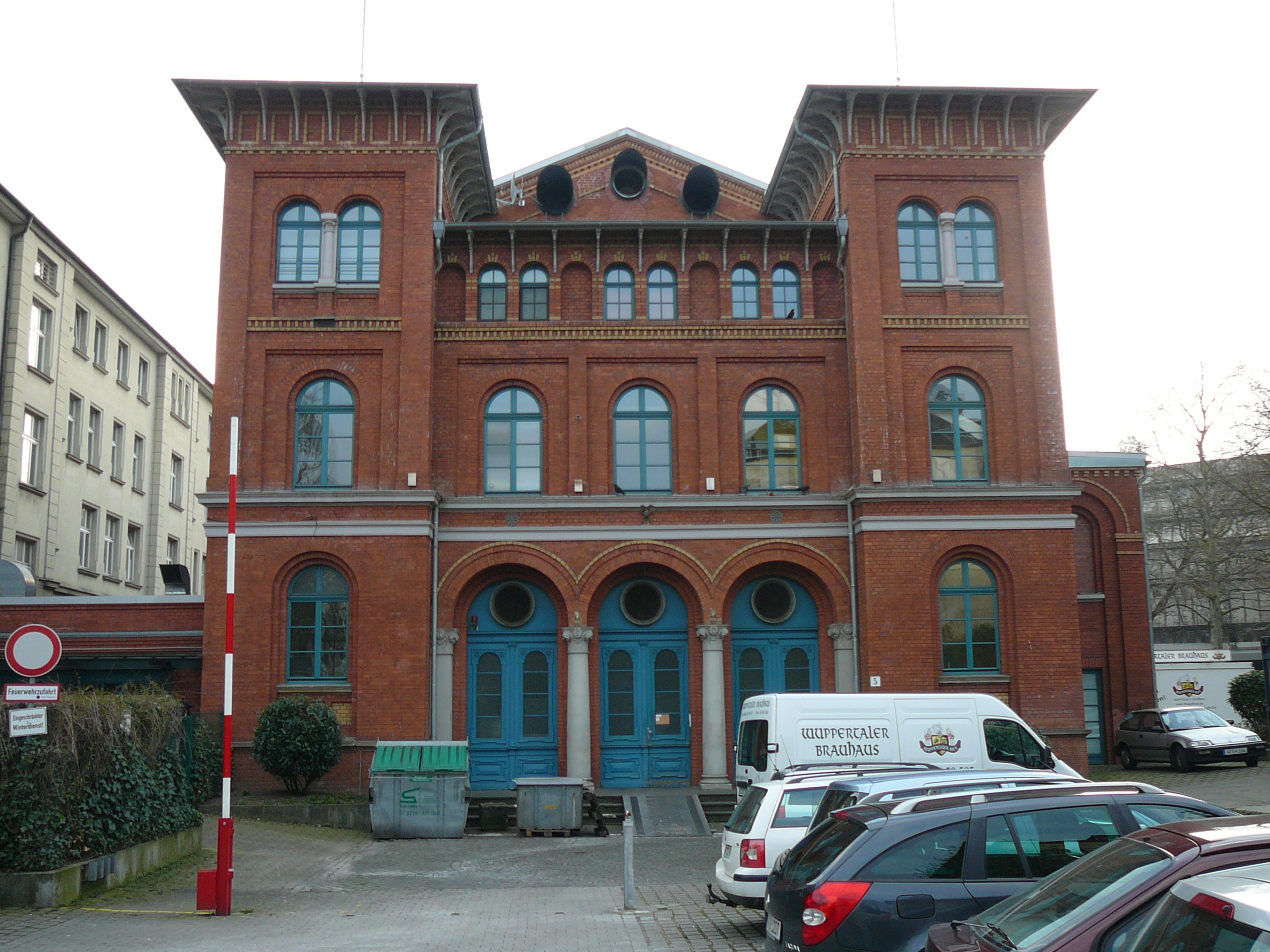
Ehemaliger Haupteingang im Osten

Das Stadtbad Kleine Flurstraße (auch Barmer Badeanstalt oder Barmer Stadtbad) ist ein erhaltenes historisches Stadtbad im Wuppertaler Stadtteil Barmen (Hausanschrift Kleine Flurstraße 5). Das Gebäude ist als Baudenkmal in der Denkmalliste der Stadt Wuppertal eingetragen.
Bei dem Gebäude handelt sich um eines der ältesten Hallenbäder Deutschlands. Genutzt wird das Gebäude heute als Gastronomiebetrieb, das als „Wuppertaler Brauhaus“ bekannt ist.

## Beschreibung
Das ehemalige „Barmer Stadtbad“ hatte eine gegliederte Backsteinfassade erhalten. Der Eingang befand sich auf der östlichen Seite, die von dreigeschossigen vorstehenden Ecktürmen mit durchlaufenden Brüstungsfriesen flankiert wird. Der Eingang selber besteht aus einer dreiachsigen Fassade, mit Rundbögen auf Natursteinsäulen und Pfeilervorlagen mit Kompositkapitellen. Die beiden Ecktürme hatten flache Zeltdächer mit weit vorkragenden Dachtraufen erhalten. Lisenen und profilierte Kopfbänder sind am ganzen Gebäude zu finden, so wie auch zahlreiche Rundbögenfenster. Im Ostteil befanden sich neben dem Eingang auch der Bereich der Verwaltungsräume im Erdgeschoss und je eine Wohnung im ersten und zweiten Obergeschoss. Im Innern zieht sich je eine Empore im ersten und zweiten Obergeschoss um das zentrale Badebecken der Männer. Hier waren von der Empore die Umkleideräume der Männer erreichbar. Die Wannenabteilung lag auf der südlichen Seite im Erdgeschoss. Auf der nördlichen Seite des Erdgeschosses lagen die Personal-, Lager- und Maschinenräume. Ebenfalls auf der nördlichen Seite befand sich in den Obergeschossen die medizinische Abteilung mit Tauchbecken, Massage- und Ruheräumen. Das Badebecken selber hatte gerundete Ecken. Die westliche Gebäudeseite, wo sich heute der Haupteingang befindet, hatte eine polygonale Apsis erhalten. Hier befand sich das halbkreisförmige Badebecken der Frauen mit dem Umkleidebereich im ersten Obergeschoss. Das Hauptdach ist als Satteldach ausgeführt.
Die Äußere und das Innere des Gebäudes sind weitgehend im ursprünglichen Zustand erhalten und geben ein Zeugnis von qualitätvoller Architektur des frühen Hallenbadbaus.

## Geschichte
1881 bis 1882 wurde das „Barmer Stadtbad“ als eines der ersten Hallenbäder Preußens in Barmen, eine damals selbstständige Stadt, erbaut und am 19. Juli 1882 eröffnet. Bis zu diesem Zeitpunkt gab es erst fünf vergleichbare Anstalten.
Neben dem Stadtbad Auf der Bleiche ist es das einzige öffentliche Hallenbad im Stadtgebiet, das vor dem Krieg errichtet wurde und heute noch erhalten ist. Am 26. April 1988 erfolgte die Anerkennung als Baudenkmal. Die Schließung als Schwimmhalle erfolgte am 30. Juni 1993 wegen fehlender Wirtschaftlichkeit.
Nach umfangreichen Umbauarbeiten wurde am 11. Juni 1997 das Wuppertaler Brauhaus hier eröffnet. Die Investition des Umbaus betrug zehn Millionen DM.

## Heutige Nutzung

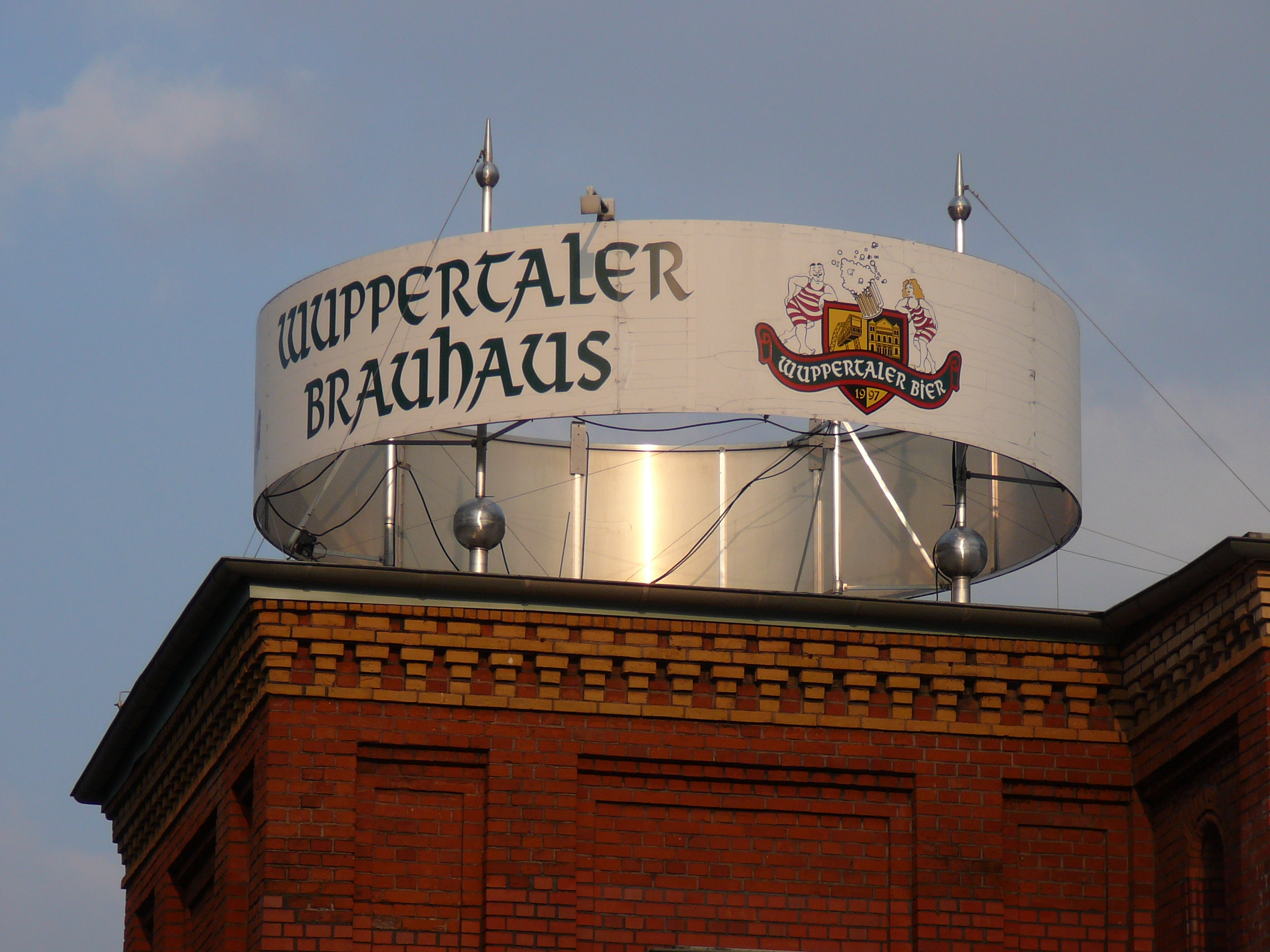
Wuppertaler Brauhaus

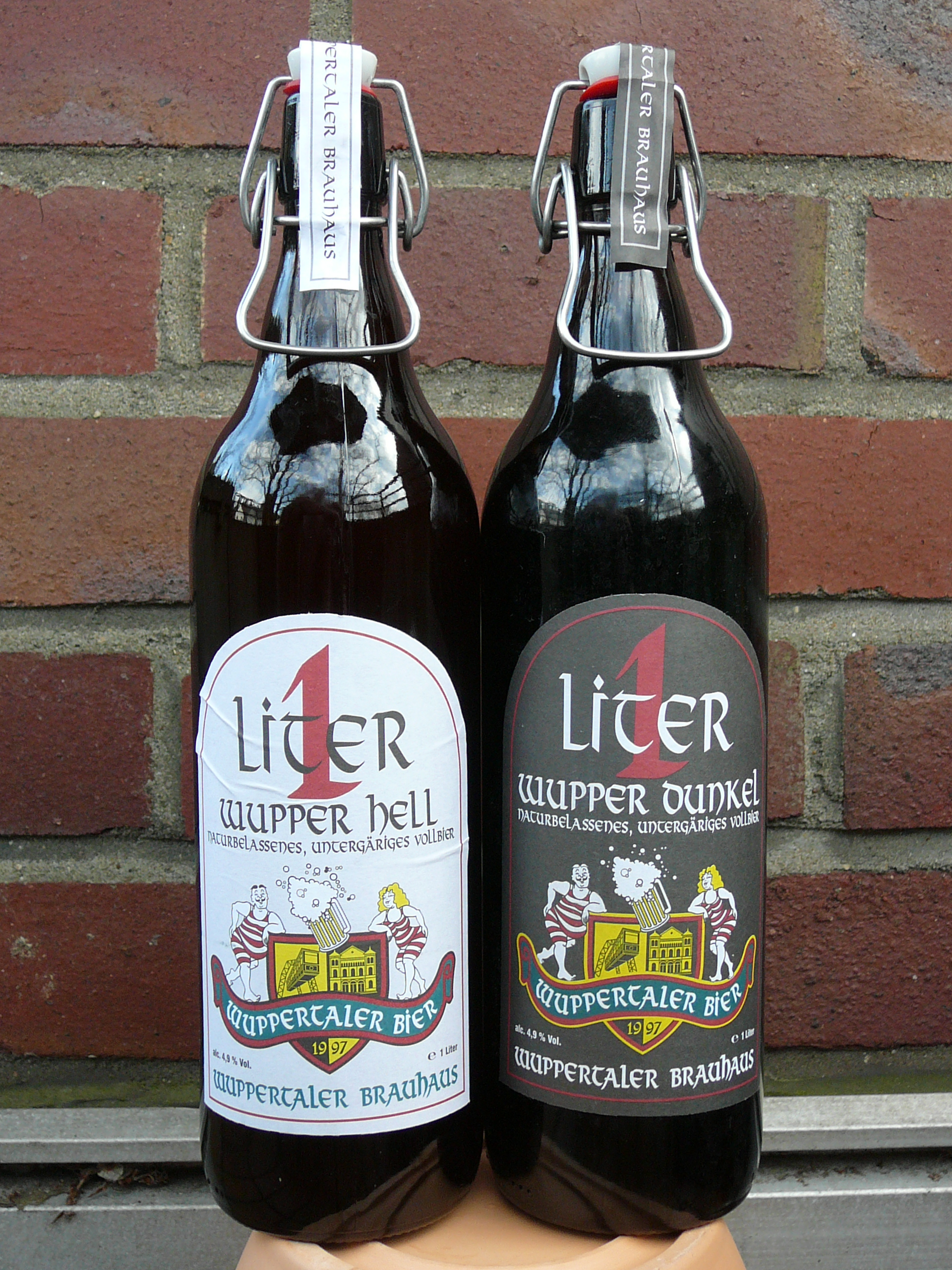
Die beiden Biermarken, in Flaschen auch im Handel erhältlich

Die Wuppertaler Brauhaus GmbH eröffnete 1997 in diesem Gebäude ein Brauhaus. Da sie auch ihr eigenes Bier brauen, sind sie heute die einzige Brauerei der Stadt. Es werden die beiden Marken „Wupper Hell“ und „Wupper Dunkel“ gebraut und ausgeschenkt. Von diesen werden bis zu 48.000 Liter gelagert. Die Biere werden auch im ortsansässigen Handel als Bügelverschlussflaschen verkauft.
Auf der rund 2000 m² großen Fläche des Brauhauses befindet sich, nach den Worten des Unternehmens, „die größte Theke Wuppertals“. Diese Theke befindet sich im ehemaligen Herrenbecken. Über ihr wurde ein Modell der Wuppertaler Schwebebahn aufgehängt. Zahlreiche Pappmaché-Figuren, die badende Gäste zur Jahrhundertwende zeigen, ergänzen die innere Ausstattung.
Im Sommer werden im Westen und Norden Freischankflächen genutzt.